# エリー・ダディラ
エリー・ダディラ（ギリシャ語: Έλλη Δαδήρα, ラテン文字転写: Elli Dadira, 1978年5月30日 - ）は、ギリシャの女優、女性声優、女性歌手。

## 出演作品
太字はメインキャラクター。

### テレビアニメ
- ファイヤーバディ